# アミール・アルサラーン・モタハリー
アミール＝アルサラーン・モタハリー（ペルシア語: امير ارسلان مطهري、Amir Arsalan Motahari、1993年3月10日 - ）は、イランのプロサッカー選手。ゾブ・アハン・エスファハーンFC所属、ポジションはFW。ギャルムサール出身。元U-23サッカーイラン代表。モタッハリー（Motahhari）とも。
日本語ではアミル・アルサラン・モタハリと、また、英語ではArsalan Motahari(Motahhari)とのみ表記されることがある。

## 来歴

### クラブ
2014年にナフト・テヘランでデビュー。2014-2015シーズンのPremier league's phenomenonを受賞している。AFCチャンピオンズリーグ2015に出場し、得点をあげている。

### 代表
AFC U-22選手権2013出場、同選手権では対日本戦にも出場した。
U-23西アジアサッカー選手権2015では、決勝での1得点を含む3得点をあげる活躍で優勝に貢献した。